# Italské egejské ostrovy
Italské egejské ostrovy (italsky Isole italiane dell'Egeo; řecky Ιταλικά νησιά του Αιγαίου), do roku 1923 nazývané jako Italské okupované egejské ostrovy (italsky Isole occupate italiane dell'Egeo; Τα ιταλικά κατεχόμενα νησιά του Αιγαίου), byla skupina dvanácti hlavních ostrovů (Dodekanés) v jihovýchodní části Egejského moře, které spolu s okolními ostrůvky patřily v letech 1912 – 1943 k Italskému království.

## Historie
Dodekanés až na Kastellorizo byly roku 1912 během Italsko-turecké války součástí Itálie. Roku 1912 Itálie souhlasila v souladu s dohodou Ouchy s návratem ostrovů do Osmanské říše, avšak s neurčitostí textu, prozatímní správu vedla dále Itálie. Během První světové války byl ostrov Kastellorizo obsazen Francií a roku 1919 byl připojen k Itálii. V polovině roku 1919 byla na Pařížské mírové konferenci uzavřena dohoda mezi řeckým předsedou vlády Venizelosem a italským ministrem zahraničí Tittonim, v níž italská strana souhlasila s odstoupením ostrovů Řecku (s výjimkou Rhodu, který měl být navrácen až na základě referenda a to poté co Britové předají ostrov Kypr Řecku). Po řecké porážce ve válce s Tureckem Itálie od dohody odstoupila. Roku 1923 se Turecko v Lausannské smlouvě vzdalo veškerých nároků na ostrovy. Dodekady poté byly anektovány Fašistickou Itálií pod jménem Possedimenti Italiani dell'Egeo (Italské egejské državy).
Roku 1923 civilní guvernéři nahradili vojenské velitele. Italská politika vůči domorodému obyvatelstvu měla dvě fáze: zatímco guvernér Mario Lago liberální diplomat, favorizoval mírové soužití mezi různými etnickými skupinami a Italové vybírali strategii integrace, jeho nástupce Cesare Maria De Vecchi se pustil do nucené kampaně italianizace ostrovů.
Jediným odvětvím, kde Lago byl neochotný bylo náboženství: východní ritus byl potlačen a sloužilo se jen v katolické ritu.
Italština byla povinným jazykem a na školách se řečtina učila jako dobrovolný jazyk.
V hluboké zátoce ostrova Leros, u města Portolago, budovali Italové svou hlavní námořní základnu ve východním Středomoří. Ostrov Leros pak vzhledem k jeho důležitosti opevnili. 
Mussolini chtěl z ostrovů udělat "vitríny" - ukázkové území Italské koloniální říše, a proto se pustil do série masivních veřejných prací, nové silnice, monumentální stavby v souladu s fašistickou architekturou aj. Mnoho příkladů italské architektury lze stále nalézt na ostrovech:
- Grande Albergo delle Rose (dnes "Casino Rodos"), postavený Florestanem Di Fausto a Michelem Plataniou
- Casa del Fascio of Rhodes
- Chiesa di San Giovanni, postavený Florestanem Di Fausto
- Teatro Puccini (dnes Národní divadlo)
- Palazzo del Governatore, postavený Florestanem Di Fausto
- Villaggio rurale San Benedetto (dnes Kolymbia)
- Città di Portolago (dnes Lakki) - ostrov Leros

Po italské kapitulaci v září 1943 se ostrovy staly bojištěm Němců, Britů a Italů. Němci zvítězili ačkoliv roku 1944 byli vyhnáni z území pevninského Řecka. Ostrovy byly obsazeny až do konce Druhé světové války. Po skončení války se dostaly pod britskou prozatímní vládu. Roku 1947 se Mírovou smlouvou dostaly pod vládu Řecka.

## Administrativní členění
| Ostrovy (italské jméno v závorce)                       | Území       | Populace |
| ------------------------------------------------------- | ----------- | -------- |
| Rhodos (Rodi) a závislé ostrůvky                        | 1412 km2    | 60 244   |
| Patmos (Patmo), Agathonisi (Gaidaro) a závislé ostrůvky | 57,1 km2    | 3214     |
| Leros (ostrov) (Lero)                                   | 52,9 km2    | 13 657   |
| Leipsoi (Lisso)                                         | 17,4 km2    | 993      |
| Kalymnos (Calino) a závislé ostrůvky                    | 128,2 km2   | 15 338   |
| Kos (Coo)                                               | 296 km2     | 20 003   |
| Astypalaia (Stampalia) a závislé ostrůvky               | 113,6 km2   | 1767     |
| Nisyros (Nisiro) a závislé ostrůvky                     | 48 km2      | 2375     |
| Symi (Simi) a závislé ostrůvky                          | 63,6 km2    | 6176     |
| Tilos (Piscopi) a závislé ostrůvky                      | 64,3 km2    | 1227     |
| Halki (Calchi) a závislé ostrůvky                       | 30,3 km2    | 1476     |
| Karpathos (Scarpanto) a závislé ostrůvky                | 306 km2     | 7893     |
| Kasos (Caso) a závislé ostrůvky                         | 69,4 km2    | 1913     |
| Megisti (Castelrosso) a závislé ostrůvky                | 11,5 km2    | 2267     |
| Italské egejské ostrovy                                 | 2 721,2 km2 | 140 848  |